# Nigma tuberosa
Nigma tuberosa är en spindelart som beskrevs av Jörg Wunderlich 1987. Nigma tuberosa ingår i släktet Nigma och familjen kardarspindlar.
Artens utbredningsområde är Kanarieöarna. Inga underarter finns listade i Catalogue of Life.